# Nonsard
Nonsard is een plaats en voormalige gemeente in het Franse departement Meuse in de regio Grand Est.

## Geschiedenis
Op 1 januari 1973 fuseerde Nonsard met Heudicourt-sous-les-Côtes en Lamarche-en-Woëvre tot de gemeente Madine. Deze gemeente werd op 1 januari 1983 opgeheven waarbij Heudicourt-sous-les-Côtes weer een zelfdstandige gemeente werd en Nonsard opgenomen werd in de op die dag gevormde gemeente Nonsard-Lamarche.

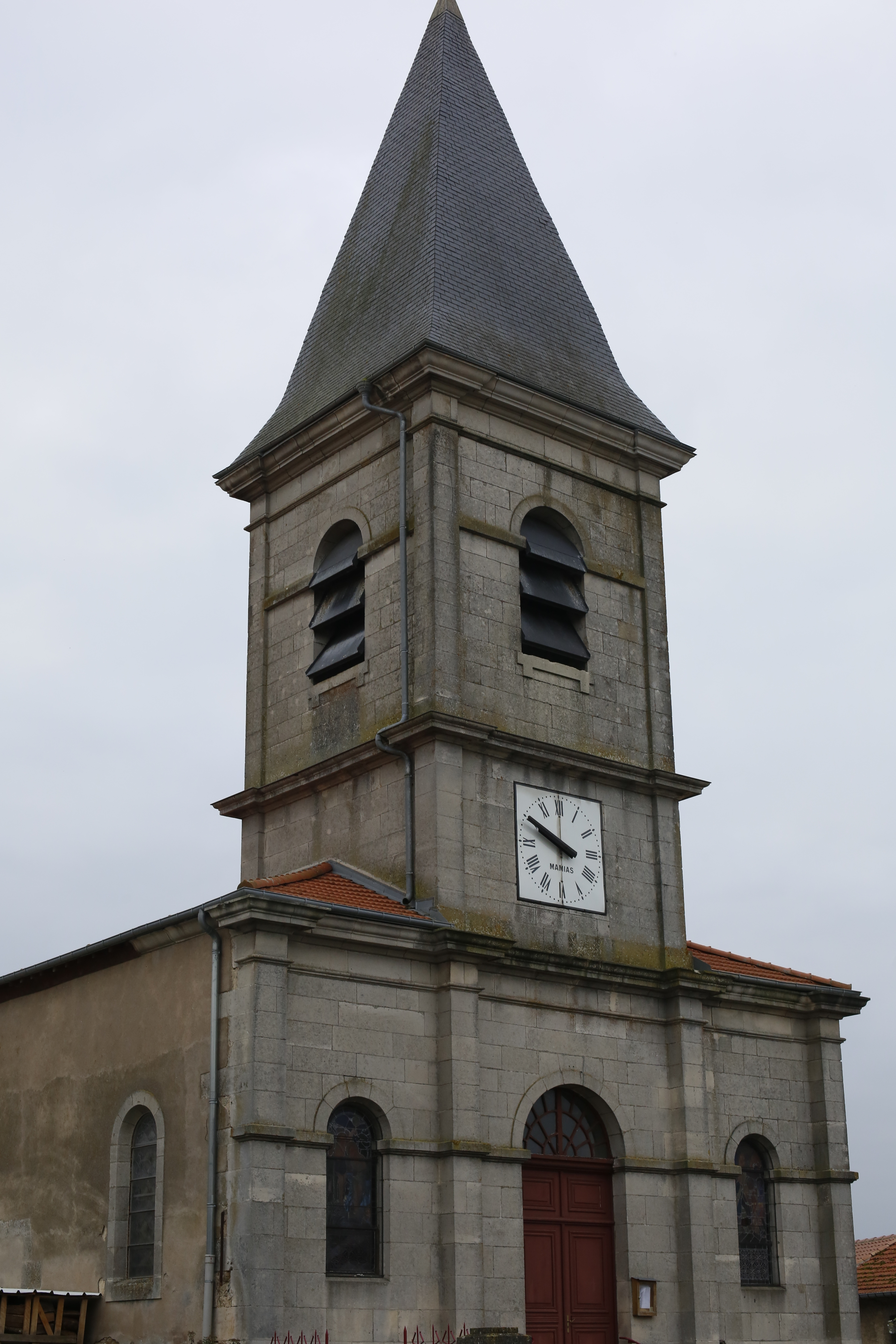
De kerk van Nonsard